# نیل کاتیال
نیل کاتیال (انگلیسی: Neal Katyal؛ زادهٔ ۱۲ مارس ۱۹۷۰)وکیل آمریکایی و از شرکای شرکت حقوقی هوگان لاولز، و نیز استاد کرسی پال و پاتریشیا ساندرز حقوق امنیت ملی در مرکز حقوقی دانشگاه جرج تاون است. کاتیال از مه ۲۰۱۰ تا ژوئن ۲۰۱۱ به عنوان کفیل سلیسیتر کل ایالات متحده آمریکا فعالیت کرد. او پیشتر به عنوان قائم مقام اصلی سلیسیتر کل، از وکلای دفتر سلیسیتر کل در وزارت دادگستری ایالات متحده آمریکا بود.